# Tori Bowie
Frentorish (Tori) Bowie  (Sand Hill (Mississippi), 27 augustus 1990 – Winter Garden (Florida), 23 april 2023) was een Amerikaanse atlete, die gespecialiseerd was in de sprint en het verspringen. Ze nam eenmaal deel aan de Olympische Spelen en won bij die gelegenheid drie medailles.

## Carrière
Bij haar internationale debuut, op de wereldindoorkampioenschappen in 2014 in Sopot, eindigde Bowie als dertiende en laatste in de kwalificatie van het verspringen.
In de zomer van 2014 brak de Amerikaanse door op de 100 en de 200 m met vier Diamond League zeges, drie op de 100 en één op de 200 m. 
In 2015 won Bowie bij de wereldkampioenschappen in Peking op de 100 m een medaille. Met een tijd van 10,86 won ze een bronzen medaille en finishte achter de Jamaicaanse Shelly-Ann Fraser-Pryce (goud; 10,76) en de Nederlandse Dafne Schippers (zilver; 10,81).
Een jaar later overtrof Bowie haar prestatie van Peking door op de Olympische Spelen in Rio de Janeiro in de finale van de 100 m de  zilveren medaille te veroveren. Met een tijd van 10,83 finishte ze achter de Jamaicaanse Elaine Thompson (goud; 10,71) en voor Shelly-Ann Fraser-Pryce (brons; 10,86). Vervolgens snelde zij op de 200 m in 22,15 naar het brons achter Elaine Thompson (goud, 21,78) en Dafne Schippers (zilver; 21,88). Ten slotte bekroonde zij haar olympisch optreden met goud op de 4 x 100 m estafette. Samen met Tianna Bartoletta, Allyson Felix en English Gardner kwam het Amerikaanse viertal tot 41,01, de beste wereldjaarprestatie.
Haar grootste succes behaalde Bowie in 2017 bij de wereldkampioenschappen in Londen op de 100 m. Met een tijd van 10,85 won ze een gouden medaille en finishte voor de Ivoriaanse Marie-Josée Ta Lou (zilver; 10,86) en de Nederlandse Dafne Schippers (brons; 10,96).

### Overlijden
Bowie werd op 2 mei 2023 op 32-jarige leeftijd dood gevonden in haar huis in Winter Garden. Waarom ze overleed was in eerste instantie niet bekend en dit leidde tot speculatie over de doodsoorzaak. Autopsie wees uit dat ze op 23 april 2023 overleed aan complicaties bij een zwangerschap. Tori was acht maanden zwanger en had weeën toen ze overleed.

## Titels
- Wereldkampioene 100 m - 2017
- Olympisch kampioene 4 x 100 m - 2016
- Amerikaans kampioene 100 m - 2015

## Persoonlijke records
Outdoor
| Onderdeel   | Prestatie          | Datum        | Plaats   |
| ----------- | ------------------ | ------------ | -------- |
| 100 m       | 10,78 s (+1,0 m/s) | 3 juli 2016  | Eugene   |
| 200 m       | 21,77 s (+1,5 m/s) | 27 mei 2017  | Eugene   |
| verspringen | 6,91 m (+1,0 m/s)  | 6 april 2013 | Westwood |

Indoor
| Onderdeel   | Prestatie | Datum           | Plaats     |
| ----------- | --------- | --------------- | ---------- |
| 60 m        | 7,11 s    | 19 maart 2016   | Portland   |
| verspringen | 6,95 m    | 25 januari 2014 | Naperville |

## Palmares

### 60 m
- 2016: 6e WK indoor - 7,14 s

### 100 m
Kampioenschappen
- 2015:  WK - 10,86 s (-0,3 m/s)
- 2016:  OS - 10,83 s (+0,5 m/s)
- 2017:  WK - 10,85 s

Diamond League zeges
- 2014: Golden Gala - 11,05 s
- 2014: Adidas Grand Prix - 11,07 s
- 2014: Herculis - 10,80 s
- 2016: Qatar Athletic - 10,80 s (+0,7 m/s)

### 200 m
Kampioenschappen
- 2016:  OS - 22,15 s

Diamond League zeges
- 2014: Prefontaine Classic - 22,18 s
- 2016: Prefontaine Classic - 21,99 s
- 2017: Prefontaine Classic - 21,77 s (+1,5 m/s)

### 4 x 100 m
- 2016:  OS - 41,01 s
- 2017:  WK - 41,82 s

### verspringen
- 2014: 13e in serie WK indoor - 6,12 m

1928: Rosenfeld, Smith, Bell, Cook ·
1932: Carew, Furtsch, Rogers, Von Bremen ·
1936: Bland, Rogers, Robinson, Stephens ·
1948: Stad-de Jong, Witziers-Timmer, van der Kade-Koudijs, Blankers-Koen ·
1952: Faggs, Jones, Moreau, Hardy ·
1956: Strickland, Croker, Mellor, Cuthbert ·
1960: Hudson, Williams, Jones, Rudolph ·
1964: Ciepły, Kirszenstein, Górecka, Kłobukowska ·
1968: Ferrell, Bailes, Netter, Tyus ·
1972: Krause, Mickler-Becker, Richter, Rosendahl ·
1976: Oelsner, Stecher, Bodendorf, Eckert ·
1980: Müller, Wöckel, Auerswald, Göhr ·
1984: Brown, Bolden, Cheeseborough, Ashford ·
1988: Brown, Echols, Griffith-Joyner, Ashford ·
1992: Ashford, Jones, Guidry, Torrence ·
1996: Devers, Miller, Gaines, Torrence ·
2000: Fynes, Sturrup, Davis, Ferguson ·
2004: Lawrence, Simpson, Bailey, Campbell ·
2008: Borlée, Mariën, Ouédraogo, Gevaert ·
2012: Madison, Felix, Knight, Jeter ·
2016: Madison, Felix, Gardner, Bowie ·
2020: Williams, Thompson-Herah, Fraser-Pryce, Jackson ·
2024: Jefferson, Terry, Thomas, Richardson
1983 Marlies Göhr ·
1987 Silke Gladisch ·
1991 Katrin Krabbe ·
1993 Gail Devers ·
1995 Gwen Torrence ·
1997 Marion Jones ·
1999 Marion Jones ·
2001 Zjanna Block ·
2003 Torri Edwards ·
2005 Lauryn Williams ·
2007 Veronica Campbell-Brown ·
2009 Shelly-Ann Fraser-Pryce ·
2011 Carmelita Jeter ·
2013 Shelly-Ann Fraser-Pryce ·
2015 Shelly-Ann Fraser-Pryce ·
2017 Tori Bowie ·
2019 Shelly-Ann Fraser-Pryce · 
2022 Shelly-Ann Fraser-Pryce · 
2023 Sha'Carri Richardson
1983 Gladisch, Koch, Auerswald, Göhr · 
1987 Brown, Williams, Griffith-Joyner, Marshall · 
1991 Duhaney, Cuthbert, McDonald, Ottey · 
1993 Bogoslovskaja, Maltsjoegina, Voronova, Privalova · 
1995 Mondie-Milner, Guidry-White, Gaines, Torrence · 
1997 Gaines, Jones, Miller, Devers · 
1999 Fynes, Sturrup, Davis-Thompson, Ferguson · 
2001 Paschke, G. Rockmeier, B. Rockmeier, Wagner · 
2003 Girard, Hurtis-Houairi, Félix, Arron · 
2005 Daigle, Lee, Barber, Williams · 
2007 Williams, Felix, Barber, Edwards · 
2009 Facey, Fraser, Bailey, Stewart · 
2011 Knight, Felix, Myers, Jeter · 
2013 Russell, Stewart, Calvert, Fraser-Pryce · 
2015 Campbell-Brown, Morrison, Thompson, Fraser-Pryce · 
2017 Brown, Felix, Akinosun, Bowie · 
2019 Whyte, Fraser-Pryce, Smith, Jackson · 
2022 Jefferson, Steiner, Prandini, Terry · 
2023 Davis, Terry, Thomas, Richardson